# Mikołajki Pomorskie
Mikołajki Pomorskie (Niklaskirchen in tedesco) è un comune rurale polacco del distretto di Sztum, nel voivodato della Pomerania.
Ricopre una superficie di 91,75 km² e nel 2004 contava 3 741 abitanti.